# Liste der Kulturdenkmale in Berlin-Buckow

Lage von Buckow in Berlin

In der Liste der Kulturdenkmale von Buckow sind die Kulturdenkmale des Berliner Ortsteils Buckow im Bezirk Neukölln aufgeführt.

## Denkmalbereiche (Ensembles)
| Nr.      | Lage                                                      | Offizielle Bezeichnung                                                                                  | Beschreibung                                                       | Bild                                |
| -------- | --------------------------------------------------------- | --- | ------------------------------------------------------------------ | ----------------------------------- |
| 09060075 | Alt-Buckow 11A–15A, 17/19A, 20–21A, 26, 36, 37, 39 (Lage) | Dorflage Alt-Buckow, Dorfanlage mit Dorfteich Baudenkmale siehe: Alt-Buckow 12–12J; 15A; 17; 21; 36; 39 | Weitere Bestandteile des Ensembles:                                | Weitere Bestandteile des Ensembles: |
| 09060075 | Alt-Buckow 11A–15A, 17/19A, 20–21A, 26, 36, 37, 39 (Lage) | Dorflage Alt-Buckow, Dorfanlage mit Dorfteich Baudenkmale siehe: Alt-Buckow 12–12J; 15A; 17; 21; 36; 39 | 09060082 – Alt-Buckow 11A, Büdnerhaus, 4. Viertel 19. Jh.          | Alt-Buckow 11A                      |
| 09060075 | Alt-Buckow 11A–15A, 17/19A, 20–21A, 26, 36, 37, 39 (Lage) | Dorflage Alt-Buckow, Dorfanlage mit Dorfteich Baudenkmale siehe: Alt-Buckow 12–12J; 15A; 17; 21; 36; 39 | Nebengebäude                                                       |                                     |
| 09060075 | Alt-Buckow 11A–15A, 17/19A, 20–21A, 26, 36, 37, 39 (Lage) | Dorflage Alt-Buckow, Dorfanlage mit Dorfteich Baudenkmale siehe: Alt-Buckow 12–12J; 15A; 17; 21; 36; 39 | 09060083 – Alt-Buckow 13, Wohnhaus, um 1870                        | Alt-Buckow 13                       |
| 09060075 | Alt-Buckow 11A–15A, 17/19A, 20–21A, 26, 36, 37, 39 (Lage) | Dorflage Alt-Buckow, Dorfanlage mit Dorfteich Baudenkmale siehe: Alt-Buckow 12–12J; 15A; 17; 21; 36; 39 | Gehöft                                                             |                                     |
| 09060075 | Alt-Buckow 11A–15A, 17/19A, 20–21A, 26, 36, 37, 39 (Lage) | Dorflage Alt-Buckow, Dorfanlage mit Dorfteich Baudenkmale siehe: Alt-Buckow 12–12J; 15A; 17; 21; 36; 39 | 09060084 – Alt-Buckow 13A, Büdnerhaus, um 1850, 4. Viertel 19. Jh. | Alt-Buckow 13A                      |
| 09060075 | Alt-Buckow 11A–15A, 17/19A, 20–21A, 26, 36, 37, 39 (Lage) | Dorflage Alt-Buckow, Dorfanlage mit Dorfteich Baudenkmale siehe: Alt-Buckow 12–12J; 15A; 17; 21; 36; 39 | Nebengebäude                                                       |                                     |
| 09060075 | Alt-Buckow 11A–15A, 17/19A, 20–21A, 26, 36, 37, 39 (Lage) | Dorflage Alt-Buckow, Dorfanlage mit Dorfteich Baudenkmale siehe: Alt-Buckow 12–12J; 15A; 17; 21; 36; 39 | 09060085 – Alt-Buckow 15, Bauernhaus, um 1850                      | Alt-Buckow 15                       |
| 09060075 | Alt-Buckow 11A–15A, 17/19A, 20–21A, 26, 36, 37, 39 (Lage) | Dorflage Alt-Buckow, Dorfanlage mit Dorfteich Baudenkmale siehe: Alt-Buckow 12–12J; 15A; 17; 21; 36; 39 | 09060086 – Alt-Buckow 17A, Nebengebäude                            | Alt-Buckow 17A                      |
| 09060075 | Alt-Buckow 11A–15A, 17/19A, 20–21A, 26, 36, 37, 39 (Lage) | Dorflage Alt-Buckow, Dorfanlage mit Dorfteich Baudenkmale siehe: Alt-Buckow 12–12J; 15A; 17; 21; 36; 39 | 09060087 – Alt-Buckow 19A, Alte Schmiede, um 1885                  | Alt-Buckow 19A                      |
| 09060075 | Alt-Buckow 11A–15A, 17/19A, 20–21A, 26, 36, 37, 39 (Lage) | Dorflage Alt-Buckow, Dorfanlage mit Dorfteich Baudenkmale siehe: Alt-Buckow 12–12J; 15A; 17; 21; 36; 39 | 09060088 – Alt-Buckow 20, Stall, um 1860, Umbau 1967–1969          | Alt-Buckow 20                       |
| 09060075 | Alt-Buckow 11A–15A, 17/19A, 20–21A, 26, 36, 37, 39 (Lage) | Dorflage Alt-Buckow, Dorfanlage mit Dorfteich Baudenkmale siehe: Alt-Buckow 12–12J; 15A; 17; 21; 36; 39 | 09060089 – Alt-Buckow 21A, Alte Schule, um 1780, Umbau 1985        | Alt-Buckow 21A                      |
| 09060075 | Alt-Buckow 11A–15A, 17/19A, 20–21A, 26, 36, 37, 39 (Lage) | Dorflage Alt-Buckow, Dorfanlage mit Dorfteich Baudenkmale siehe: Alt-Buckow 12–12J; 15A; 17; 21; 36; 39 | 09060090 – Alt-Buckow 26, Wohnhaus, um 1860, Umbau 1967–1969       | Alt-Buckow 26                       |
| 09060075 | Alt-Buckow 11A–15A, 17/19A, 20–21A, 26, 36, 37, 39 (Lage) | Dorflage Alt-Buckow, Dorfanlage mit Dorfteich Baudenkmale siehe: Alt-Buckow 12–12J; 15A; 17; 21; 36; 39 | 09060091 – Alt-Buckow 37, Jagdzeugerhaus, 1867–1871                | Alt-Buckow 37                       |

## Denkmalbereiche (Gesamtanlagen)
| Nr.      | Lage                                 | Offizielle Bezeichnung | Beschreibung                                                                                         | Bild              |
| -------- | ------------------------------------ | ---------------------- | --- | ----------------- |
| 09090330 | Rudower Straße 56 Zadekstraße (Lage) | Krankenhaus Neukölln   | Hauptgebäude, 1902–1910 von Reinhold Kiehl (siehe auch Gartendenkmal Außenanlagen des Krankenhauses) | Rudower Straße 56 |
| 09090330 | Rudower Straße 56 Zadekstraße (Lage) | Krankenhaus Neukölln   | Kapelle                                                                                              |                   |
| 09090330 | Rudower Straße 56 Zadekstraße (Lage) | Krankenhaus Neukölln   | 9 Krankenhauspavillons                                                                               |                   |
| 09090330 | Rudower Straße 56 Zadekstraße (Lage) | Krankenhaus Neukölln   | südlicher Flügel                                                                                     |                   |
| 09090330 | Rudower Straße 56 Zadekstraße (Lage) | Krankenhaus Neukölln   | nördlicher Krankenhausflügel                                                                         |                   |
| 09090330 | Rudower Straße 56 Zadekstraße (Lage) | Krankenhaus Neukölln   | Eingangstor                                                                                          |                   |
| 09090330 | Rudower Straße 56 Zadekstraße (Lage) | Krankenhaus Neukölln   | Pumphaus                                                                                             |                   |

## Baudenkmale
| Nr.      | Lage                               | Offizielle Bezeichnung                                                          | Beschreibung | Bild                        |
| -------- | ---------------------------------- | ------------------------------------------------------------------------------- | --- | --------------------------- |
| 09060076 | Alt-Buckow 12–12J (Lage)           | Gehöft, Wohnhaus Bestandteil des Ensembles: Dorflage Alt-Buckow                 | Wohnhaus, Mitte 19. Jh. | Alt-Buckow 12–12J           |
| 09060076 | Alt-Buckow 12–12J (Lage)           | Gehöft, Wohnhaus Bestandteil des Ensembles: Dorflage Alt-Buckow                 | Kuhstall, 18. Jh. |                             |
| 09060076 | Alt-Buckow 12–12J (Lage)           | Gehöft, Wohnhaus Bestandteil des Ensembles: Dorflage Alt-Buckow                 | Pferdestall, 4. Viertel 19. Jh. |                             |
| 09060076 | Alt-Buckow 12–12J (Lage)           | Gehöft, Wohnhaus Bestandteil des Ensembles: Dorflage Alt-Buckow                 | Scheune, 4. Viertel 19. Jh. |                             |
| 09060077 | Alt-Buckow 15A (Lage)              | Gaststätte „Lindengarten“ Bestandteil des Ensembles: Dorflage Alt-Buckow        | um 1880 | Gaststätte                  |
| 09060078 | Alt-Buckow 17 (Lage)               | Schule Bestandteil des Ensembles: Dorflage Alt-Buckow                           | Die ehemalige Schule wurde im Jahre 1893 erbaut | Schule                      |
| 09060079 | Alt-Buckow 21 (Lage)               | Wohnhaus Bestandteil des Ensembles: Dorflage Alt-Buckow                         | um 1820, Umbau 1913 | Alt-Buckow 21               |
| 09060080 | Alt-Buckow 36 (Lage)               | Dorfkirche Bestandteil des Ensembles: Dorflage Alt-Buckow                       | Die Dorfkirche stammt aus der ersten Hälfte des 13. Jahrhunderts, erbaut wahrscheinlich zwischen 1220 und 1250. Umbauten um 1500, 1912, 1950, 1964 | Dorfkirche                  |
| 09060081 | Alt-Buckow 39 (Lage)               | Gemeindehaus, Schule & Pfarrhaus Bestandteil des Ensembles: Dorflage Alt-Buckow | 1849 | Alt-Buckow 39               |
| 09090327 | Buckower Damm 200 (Lage)           | Gutshof                                                                         | Herrenhaus, um 1880 | Buckower Damm 200           |
| 09090327 | Buckower Damm 200 (Lage)           | Gutshof                                                                         | zwei Stallgebäude |                             |
| 09090327 | Buckower Damm 200 (Lage)           | Gutshof                                                                         | Hofmauer mit Hoftor |                             |
| 09090328 | Buckower Damm 259 (Lage)           | ehem. Gehöft                                                                    | Wohnhaus, um 1870 | Buckower Damm 259           |
| 09090328 | Buckower Damm 259 (Lage)           | ehem. Gehöft                                                                    | Stallgebäude |                             |
| 09090329 | Johannisthaler Chaussee 439 (Lage) | Tagelöhnerhaus                                                                  | Bauernhaus, 1. Hälfte 19. Jh. | Johannisthaler Chaussee 439 |
| 09090329 | Johannisthaler Chaussee 439 (Lage) | Tagelöhnerhaus                                                                  | Stallgebäude |                             |

## Gartendenkmale
| Nr.      | Lage                     | Offizielle Bezeichnung                                                                         | Beschreibung                                               | Bild |
| -------- | ------------------------ | ---------------------------------------------------------------------------------------------- | ---------------------------------------------------------- | ---- |
| 09046187 | Rudower Straße 56 (Lage) | Außenanlagen des Krankenhauses Neukölln, Zentraler Park und Grünflächen zwischen den Pavillons | 1902–1910 (siehe auch Gesamtanlage Krankenhauses Neukölln) |      |

## Bodendenkmale
| Nr.      | Lage                  | Offizielle Bezeichnung | Beschreibung | Bild |
| -------- | --------------------- | ---------------------- | ------------ | ---- |
| 09066762 | Alt-Buckow 15A (Lage) | Feldsteinbrunnen       | Mittelalter  |      |